# ألكسيس كورونادو
ألكسيس كورونادو (بالإسبانية: Alexis Coronado)‏ هو لاعب كرة قدم مكسيكي في مركز الوسط، ولد في 10 يناير 1997 في ارموسييو سونورا في المكسيك. لعب مع سيمارونس دي سونورا ‏.